# Cynanchum lecomtei
Cynanchum lecomtei är en oleanderväxtart som beskrevs av Choux. Cynanchum lecomtei ingår i släktet Cynanchum och familjen oleanderväxter. Inga underarter finns listade i Catalogue of Life.